# Corredor Tijuana-Rosarito 2000
El Corredor Tijuana-Rosarito 2000, (también conocido como el Bulevar 2000, Boulevard 2000, Corredor 2000) es una carretera en el noroeste de Baja California que enlaza la Mesa de Otay en el oriente de Tijuana con Rosarito, circunvalando la zona urbana con una extensión de 42 km.
La autopista se diseñó para una capacidad de 75,000 vehículos por día y se previó el desarrollo de medio millón de unidades residenciales como resultado de su construcción.
Empieza desde la Carretera Federal  2D Tijuana-Mexicali al salir de la caseta de cuota, en unos metros más adelante está el acceso al Bulevar Alberto Limón Padilla para entrar a la ciudad de Tijuana, recorre por todo el lado este y sur de la ciudad, después se encuentra una intersección con la Carretera Federal Libre 2 Tijuana-Mexicali, casi al finalizar se encuentra la Carretera Federal Libre 1 Rosarito-Ensenada y termina en la Carretera Escénica Federal de Cuota 1 Rosarito-Ensenada.
En 2011 el gobierno estatal aprobó MXN 10,000,000 para mejoramientos a los puentes y para reparar daños causados por tormentas.